# Georg Schreiber (Schriftsteller)
Georg Walther Adolf Schreiber (* 12. Juni 1922 in Wiener Neustadt; † 2. Juli 2012 in Wien) war ein österreichischer Schriftsteller und Publizist. Er war der Bruder des Historikers und Schriftstellers Hermann Schreiber.

## Leben und Wirken
Georg Schreiber wurde als Sohn eines Buchhändlers geboren. Er besuchte das Bundesgymnasium in Baden und leistete von 1941 bis 1945 Kriegsdienst als Bordfunker in der deutschen Luftwaffe.
Ab 1945 studierte er Klassische Philologie, Archäologie und Alte Geschichte an der Universität Wien, wo er 1948 zum Dr. phil. promoviert wurde. Von 1950 bis 1954 war er Sprachlehrer an Privatschulen und ab 1955 Gymnasialprofessor für Latein und Griechisch am Bundesgymnasium Wien 18. 1983 wurde er pensioniert.
Neben seiner Lehrtätigkeit war er als Schriftsteller tätig. Er schrieb vor allem Jugendliteratur, historische Romane und Sachbücher zu historischen Themen.
Georg Schreiber wurde 1955 mit dem Österreichischen Jugendbuchpreis und 1962 mit dem Österreichischen Staatspreis ausgezeichnet. 

## Werke
- Der Weg des Bruders. Historischer Roman. Bilder von Karl Langer. Jungbrunnen, Wien 1954.
- Bordfunker gesucht. Illustrationen von Bertl Pilch. Österreichischer Bundesverlag, Wien 1955.
- mit Hermann Schreiber: Versunkene Städte. Neff, Wien, Berlin, Stuttgart 1955.
- Alpine Bergwerkskultur. Wagner, Innsbruck 1956.
- mit Hermann Schreiber: Mysten, Maurer und Mormonen. Geheimbünde in 4 Jahrtausenden. Neff, Wien, Berlin, Stuttgart 1956. Neubearbeitung: Droemer Knaur, München 1992, ISBN 3-426-04836-1.
- Die X. Legion. Historischer Roman. Jungbrunnen, Wien 1957.
- mit Hermann Schreiber: Throne unter Schutt und Sand. Herrscher und Reiche in früher Zeit. Neff, Wien, Berlin, Stuttgart 1957.
- mit Hermann Schreiber: Die schönsten Heldensagen der Welt. Mit 30 Zeichnungen von Willy Widmann. Ueberreuter, Wien, Heidelberg 1958.
- Den Funden nach zu schliessen … Mitarbeit von Wilhelm Alzinger. Wollzeilen, Wien 1960. 3. Auflage unter dem Titel Die Römer in Österreich. Societäts-Verlag, Frankfurt am Main 1974, ISBN 3-7973-0262-2.
- Fahr mit nach Italien. Illustrationen von Wilfried Zeller-Zellenberg. Verlag für Jugend und Volk, Wien 1961.
- Fahr mit nach Griechenland. Illustrationen von Wilfried Zeller-Zellenberg. Jugend und Volk, Wien 1962.
- Schwert ohne Krone. Historischer Roman. Illustrationen von Gottfried Pils. Styria, Graz, Wien, Köln 1962.
- Fahr mit nach Jugoslawien. Illustrationen von Wilfried Zeller-Zellenberg. Verlag für Jugend und Volk, Wien 1963.
- Segelschiffe aus Phokaia. Historischer Roman. Illustrationen von Wilfried Zeller-Zellenberg. Jungbrunnen, Wien 1964.
- Ritt ins Hunnenland. Historischer Roman. Illustrationen von Kurt Röschl. Österreichischer Bundesverlag, Wien, München 1964
- Fahrt zur Hohen Pforte. Historischer Roman. Styria, Graz, Wien, Köln 1965.
- Peter mit der Flöte. Bilder von Wilfried Zeller-Zellenberg. Domino Verlag Brinek, München 1966.
- Wokkio, König der Noriker. Illustrationen Kurt Röschl. Jugend und Sport, München 1966.
- Des Kaisers Reiterei. Österreichische Kavallerie in 4 Jahrhunderten. Mit einem Geleitwort von Alois Podhajsky. Speidel, Wien 1967.
- Die Tyrannen von Athen. Historischer Roman. Illustrationen Wilfried Zeller-Zellenberg. Jungbrunnen, Wien, München 1967.
- König Pyrrhos in Tarent. Historischer Roman. Illustrationen von Wilfried Zeller-Zellernberg. Jungbrunnen, Wien, München 1968.
- Glück im Sattel oder Reiter-Brevier. Neff, Wien, Berlin 1971.
- Lösegeld für Löwenherz. Historischer Roman. Illustrationen von Wilfried Zeller-Zellenberg. Jungbrunnen, Wien, München 1973.
- Husaren vor Berlin. Jugend und Volk, Wien, München 1974, ISBN 3-7141-1446-7.
- Sipahi. 400 Jahre Türkenzeit in Europa. Illustrationen von Alfred Kunzenmann. Tyrolia, Innsbruck, Wien, München 1975, ISBN 3-7022-1219-1.
- Der Krone Glanz und Last. Ueberreuter, Wien, Heidelberg 1978, ISBN 3-8000-2179-X.
- Auf den Spuren der Türken. List, München 1980, ISBN 3-471-78730-5.
- Mit Armbrust und Schreibfeder. Historischer Roman. Jungbrunnen, Wien, München 1985, ISBN 3-7026-5573-5.
- Franz I. An der Seite einer grossen Frau. Styria, Graz, Wien, Köln 1986, ISBN 3-222-11694-6.
- Geschichte Österreichs für die Jugend. Bundesverlag, Wien 1986, ISBN 3-215-05351-9.
- Schönbrunn. Geschichte und Geschichten. Fotos von Helmut Nemec. Herder, Wien, Freiburg im Breisgau, Basel 1989, ISBN 3-210-24924-5.
- mit Ernst Wrba: Burgenland. Süddeutscher Verlag, München 1990, ISBN 3-7991-6486-3.
- Von der Ostsee an die Donau. Die Geschichte der Familien Elsinger und Schreiber. Drei Ulmen, München 1991, ISBN 3-926087-14-5.
- mit Hermann Schreiber: Geheimbünde. Von der Antike bis heute. Weltbild, Augsburg 1993, ISBN 3-89350-137-1.
- Die Hofburg und ihre Bewohner. Ueberreuter, Wien 1993, ISBN 3-8000-3491-3.
- Habsburger auf Reisen. Ueberreuter, Wien 1994, ISBN 3-8000-3522-7.
- Raimondo Montecuccoli. Feldherr, Schriftsteller und Kavalier. Ein Lebensbild aus dem Barock. Styria, Graz, Wien, Köln 2000, ISBN 3-222-12817-0.
- Schloss Schönbrunn. Ueberreuter, Wien 2001, ISBN 3-8000-3795-5.